# Lachnodius eucalypti
Lachnodius eucalypti är en insektsart som först beskrevs av William Miles Maskell 1892.  Lachnodius eucalypti ingår i släktet Lachnodius och familjen filtsköldlöss. Inga underarter finns listade i Catalogue of Life.